# OBS 매거진 톡톡
《OBS 매거진 톡톡》은 OBS경인TV에서 매주 금요일 오후 6시 40분에 방송 중인 경기 인천 지역 주간 정보 매거진 프로그램이다.

## 프로그램 소개
지역 소식과 정보의 Local Need를 수용한 지역 정보 대표 가이드 프로그램

## 방송 시간
| 방송 채널 | 방송 기간                           | 방송 시간                                 | 방송 분량 |
| --------- | ----------------------------------- | ----------------------------------------- | --------- |
| OBS경인TV | 2023년 10월 23일 ~ 2024년 일자 미상 | 매주 금요일 오후 5시 50분 ~ 오후 6시 40분 | 50분      |
| OBS경인TV | 2024년 일자 미상 ~ 현재             | 매주 금요일 오후 6시 40분 ~ 오후 7시 30분 | 50분      |